# Karim El Berkaoui
Karim El Berkaoui, né le 13 novembre 1995 à Agadir, est un footballeur marocain évoluant au poste d'avant-centre au Al-Dhafra FC.

## Biographie

### En club

#### HUS Agadir (2014-2020)
Karim El Berkaoui naît à Agadir et intègre la formation du HUS Agadir. Le 25 mai 2014, il fait ses débuts professionnels sous Mustapha Madih à l'occasion d'un match de championnat face à l'AS Salé (victoire, 2-1).
Le 25 octobre 2014, il maque son premier but sous les couleurs du Hassania Agadir à l'occasion d'un match face au Raja Club Athletic (victoire, 5-3). Il termine la saison 2014-2015 à la sixième place de la première division marocaine.
Le 24 février 2017, il marque son premier doublé face au JS Kasbat Tadla (victoire, 2-1). En fin de saison 2018-19, il atteint la finale de la Coupe du Maroc 2019 face au Tihad Athletic Sport sous Miguel Angel Gamondi (défaite, 2-1). Il termine le championnat à la troisième place derrière l'Ittihad Riadhi de Tanger et le Wydad Athletic Club.
Lors de la saison 2019-20, il parvient à marquer 12 buts et à délivrer 2 passes décisives en 25 matchs. En Coupe de la confédération, il inscrit un triplé le 12 janvier 2020 face au FC de San-Pédro (victoire, 3-0).

#### Al-Raed (depuis 2020)
Le 22 octobre 2020, il signe un contrat de trois saisons à Al-Raed. Le 23 octobre 2020, soit, un jour après l'officialisation de son transfert, il dispute son premier match de championnat face à Al-Shabab Riyad (match nul, 2-2). Le 29 octobre 2020, il marque son premier but face à Al-Batin FC (défaite, 2-1). Le 31 janvier 2021, il marque son premier quadruplé de sa carrière face à Damac FC (victoire, 4-2).

### En sélection
Le 22 novembre 2021, il figure parmi les 23 sélectionnés de Houcine Ammouta pour prendre part à la Coupe arabe de la FIFA 2021. Le 7 décembre 2021, à l'occasion du troisième match des phases de groupe, il provoque et marque un penalty dans les minutes additionnelles de la 45ème minute face à l'Arabie saoudite (victoire, 1-0).

## Palmarès
HUS Agadir
- Coupe du Trône :
  - Finaliste : 2019

## Distinctions personnelles
- Meilleur buteur de la Coupe de la confédération 2019-2020 (8 buts)